# 御家人

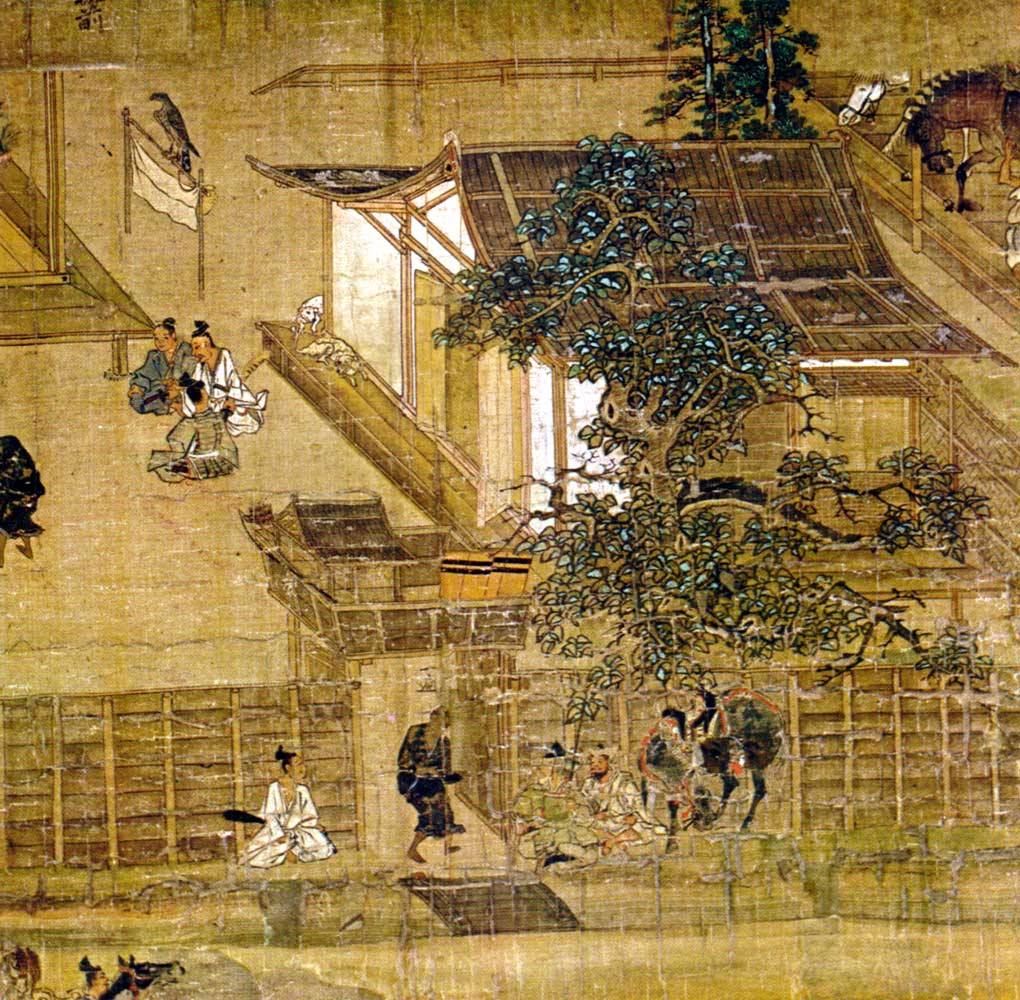
御家人的家

御家人，意指日本镰仓时代“直接与鎌倉殿(幕府将军)保持主从关系者”。以后虽沿用此词，词义多有改变，直到江户时代。“家人”於平安時代指贵族及武士等身分地位較高者的部屬，而当镰仓幕府成立后，幕府将军被敬称为“御”，故有“御家人”一词。
御家人本以源赖朝起兵召集的东国武士为主，幕府勢力擴及全国后，西国也出现了御家人。镰仓幕府时期，将军与御家人在主从关系的基础上，有着“御恩奉公”的关系，即将军任命御家人为“守护”或者“地头”，或者给予本领安堵的保证，使其父祖传下的领地成为合法，或授予新的领地（“新恩给与”），或代其向朝廷申请官位，种种均可称为“御恩”。御家人则于平时担任京都、镰仓的警备工作（“京都大番役”、“鎌倉大番役”），为将军修筑御所，战时自备武器出战，接受种种经济负担与义务，称为“奉公”。(御恩奉公)
室町时代还保留着御家人的称呼，但武士家族已经具备了前代所无的独立性。进入江户时代，则成为专门的称呼，一万石以下的幕臣，凡有资格谒见将军者，称为“旗本”，无此资格者称为“御家人”。
富裕的城市商人（町人）和农民为了改善自己的地位，常以大量金錢買通贫困御家人，成為其养子，或买得御家人的家格，與其聯宗，改為士族门第，这种称为“御家人株”。该做法在江户中期以后曾非常流行。